# Big Ten Conference 2021 (pallavolo)
La Big Ten Conference 2021 si è svolta dal 22 settembre al 27 novembre 2021: al torneo hanno partecipato 14 squadre universitarie statunitensi e la vittoria finale è andata per la settima volta alla Wisconsin.

## Regolamento
È prevista una stagione regolare che vede le quattordici formazioni impegnate disputare un totale di venti incontri ciascuna; parallelamente vengono disputati anche degli incontri extra-conference contro formazioni appartenenti ad altre conference o non affiliate ad alcuna di esse, dando vita a due classifiche separate separate, una relativa alla Big Ten Conference ed una totale.
- La squadra vincitrice della Big Ten Conference si qualifica automaticamente al torneo NCAA, occupando uno dei 32 posti che spettano di diritto alle squadre vincitrici delle rispettive conference;
- Le altre squadre concorrono alla qualificazione al torneo NCAA attraverso la classifica totale, che assegna i restanti 32 posti alle migliori squadre, sulla base del rapporto tra vittorie e sconfitte, che non abbiano ottenuto la qualificazione automatica.

## Squadre partecipanti
| Club           | Nickname        | Stagione | Città          | Impianto                  | Stagione precedente                                          |
| -------------- | --------------- | -------- | -------------- | ------------------------- | ------------------------------------------------------------ |
| Illinois       | Fighing Illini  | Dettagli | Urbana         | Huff Hall                 | 7ª in Big Ten Conference                                     |
| Indiana        | Hoosiers        | Dettagli | Bloomington    | The University Gymnasium  | 11ª in Big Ten Conference                                    |
| Iowa           | Hawkeyes        | Dettagli | Iowa City      | Carver-Hawkeye Arena      | 13ª in Big Ten Conference                                    |
| Maryland       | Terrapins       | Dettagli | College Park   | Xfinity Center            | 11ª in Big Ten Conference                                    |
| Michigan       | Wolverines      | Dettagli | Ann Arbor      | Cliff Keen Arena          | 9ª in Big Ten Conference                                     |
| Michigan State | Spartans        | Dettagli | East Lansing   | Jenison Field House       | 13ª in Big Ten Conference                                    |
| Minnesota      | Golden Gophers  | Dettagli | Minneapolis    | Sports Pavilion           | 2ª in Big Ten Conference; Sweet Sixteen in NCAA Division I   |
| Nebraska       | Cornhuskers     | Dettagli | Lincoln        | Bob Devaney Sports Center | 3ª in Big Ten Conference; Elite Eight in NCAA Division I     |
| Northwestern   | Wildcats        | Dettagli | Evanston       | Welsh-Ryan Arena          | 8ª in Big Ten Conference                                     |
| Ohio State     | Buckeyes        | Dettagli | Columbus       | St. John Arena            | 4ª in Big Ten Conference; Sweet Sixteen in NCAA Division I   |
| Penn State     | Nittany Lions   | Dettagli | State College  | Rec Hall                  | 6ª in Big Ten Conference; Sweet Sixteen in NCAA Division I   |
| Purdue         | Boilermakers    | Dettagli | West Lafayette | Holloway Gymnasium        | 5ª in Big Ten Conference; Elite Eight in NCAA Division I     |
| Rutgers        | Scarlet Knights | Dettagli | New Brunswick  | College Avenue Gymnasium  | 10ª in Big Ten Conference                                    |
| Wisconsin      | Badgers         | Dettagli | Madison        | Wisconsin Field House     | Vincitrice Big Ten Conference; Semifinali in NCAA Division I |

## Torneo

### Regular season

#### Classifica
| Pos. | Squadra        | Conference | Conference | Conference | Conference | Overall | Overall | Overall | Overall |
| Pos. | Squadra        | Pt         | G          | V          | P          | Pt      | G       | V       | P       |
| ---- | -------------- | ---------- | ---------- | ---------- | ---------- | ------- | ------- | ------- | ------- |
| 1.   | Wisconsin      | .850       | 20         | 17         | 3          | .892    | 28      | 25      | 3       |
| 2.   | Nebraska       | .789       | 19         | 15         | 4          | .749    | 28      | 21      | 7       |
| 3    | Ohio State     | .750       | 20         | 15         | 5          | .833    | 30      | 25      | 5       |
| 3    | Purdue         | .750       | 20         | 15         | 5          | .793    | 29      | 23      | 6       |
| 3    | Minnesota      | .750       | 20         | 15         | 5          | .703    | 27      | 19      | 8       |
| 6.   | Penn State     | .650       | 20         | 13         | 7          | .666    | 30      | 20      | 10      |
| 7.   | Illinois       | .600       | 20         | 12         | 8          | .645    | 31      | 20      | 11      |
| 8.   | Michigan       | .550       | 20         | 11         | 9          | .620    | 29      | 18      | 11      |
| 9.   | Maryland       | .350       | 20         | 7          | 13         | .594    | 32      | 19      | 13      |
| 9.   | Northwestern   | .350       | 20         | 7          | 13         | .387    | 31      | 12      | 19      |
| 11.  | Michigan State | .200       | 20         | 4          | 16         | .379    | 29      | 11      | 18      |
| 11.  | Indiana        | .200       | 20         | 4          | 16         | .312    | 32      | 10      | 22      |
| 11.  | Iowa           | .200       | 20         | 4          | 16         | .200    | 30      | 6       | 24      |
| 14.  | Rutgers        | .000       | 19         | 0          | 19         | .276    | 29      | 8       | 21      |

      In NCAA Division I come vincitrice di Conference
      In NCAA Division I attraverso la classifica totale

## Premi individuali
| Premio                       | Giocatrice             | Squadra        |
| ---------------------------- | ---------------------- | -------------- |
| Player of the Year           | Stephanie Samedy       | Minnesota      |
| Freshman of the Year         | Julia Orzoł            | Wisconsin      |
| Setter of the Year           | Sydney Hilley          | Wisconsin      |
| Defensive player of the Year | Alexis Rodriguez       | Nebraska       |
| Coach of the Year            | Dave Shondell          | Purdue         |
| All-Big Ten First Team       | Megan Cooney           | Illinois       |
| All-Big Ten First Team       | Rainelle Jones         | Maryland       |
| All-Big Ten First Team       | Jessica Mruzik         | Michigan       |
| All-Big Ten First Team       | Sarah Franklin         | Michigan State |
| All-Big Ten First Team       | Caroline McGraw        | Minnesota      |
| All-Big Ten First Team       | Stephanie Samedy       | Minnesota      |
| All-Big Ten First Team       | Madison Kubik          | Nebraska       |
| All-Big Ten First Team       | Alexis Rodriguez       | Nebraska       |
| All-Big Ten First Team       | Lauren Stivrins        | Nebraska       |
| All-Big Ten First Team       | Temitayo Thomas-Ailara | Northwestern   |
| All-Big Ten First Team       | Machaela Podraza       | Ohio State     |
| All-Big Ten First Team       | Rylee Rader            | Ohio State     |
| All-Big Ten First Team       | Kaitlyn Hord           | Penn State     |
| All-Big Ten First Team       | Jonni Parker           | Penn State     |
| All-Big Ten First Team       | Hayley Bush            | Purdue         |
| All-Big Ten First Team       | Grace Cleveland        | Purdue         |
| All-Big Ten First Team       | Caitlyn Newton         | Purdue         |
| All-Big Ten First Team       | Sydney Hilley          | Wisconsin      |
| All-Big Ten First Team       | Dana Rettke            | Wisconsin      |
| All-Big Ten Second Team      | Courtney Buzzerio      | Iowa           |
| All-Big Ten Second Team      | Jenna Wenaas           | Minnesota      |
| All-Big Ten Second Team      | Nicklin Hames          | Nebraska       |
| All-Big Ten Second Team      | Emily Londot           | Ohio State     |
| All-Big Ten Second Team      | Jenna Hampton          | Penn State     |
| All-Big Ten Second Team      | Jena Otec              | Purdue         |
| All-Big Ten Second Team      | Lauren Barnes          | Wisconsin      |
| All-Big Ten Second Team      | Devyn Robinson         | Wisconsin      |
| All-Big Ten Freshman Team    | Milan Gomillion        | Maryland       |
| All-Big Ten Freshman Team    | Jacque Boney           | Nebraska       |
| All-Big Ten Freshman Team    | Lindsay Krause         | Nebraska       |
| All-Big Ten Freshman Team    | Alexis Rodriguez       | Nebraska       |
| All-Big Ten Freshman Team    | Arica Davis            | Ohio State     |
| All-Big Ten Freshman Team    | Raven Colvin           | Purdue         |
| All-Big Ten Freshman Team    | Julia Orzoł            | Wisconsin      |

## Classifica finale
| Pos | Squadra        | Qualificazione       |
| --- | -------------- | -------------------- |
| 1   | Wisconsin      | NCAA Division I 2021 |
| 2   | Nebraska       | NCAA Division I 2021 |
| 3   | Ohio State     | NCAA Division I 2021 |
| 3   | Purdue         | NCAA Division I 2021 |
| 3   | Minnesota      | NCAA Division I 2021 |
| 6   | Penn State     | NCAA Division I 2021 |
| 7   | Illinois       | NCAA Division I 2021 |
| 8   | Michigan       | NCAA Division I 2021 |
| 9   | Maryland       |                      |
| 9   | Northwestern   |                      |
| 11  | Michigan State |                      |
| 11  | Indiana        |                      |
| 11  | Iowa           |                      |
| 14  | Rutgers        |                      |